# Federico Angelini
Federico Angelini (Rosario, 19 de febrero de 1977) es un licenciado en sistemas y político argentino, que se desempeñó como diputado nacional por la Provincia de Santa Fe entre 2011 y 2019. El 14 de abril de 2023 fue confirmado como presidente interino del partido Propuesta Republicana tras la licencia de Patricia Bullrich al cargo, el 23 de octubre volvió a ser vicepresidente primero. Fue el precandidato a vicegobernador en las Elecciones de Santa Fe por Juntos por el Cambio acompañando a Carolina Losada en la fórmula.

## Biografía
Federico nació en Rosario y se recibió de licenciado en sistemas en la Universidad Católica Argentina.
Desde 1999 hasta 2004 trabajó como Analista de Sistemas en la Bolsa de Comercio de Rosario y entre 1999 y 2008 como Desarrollador de Soluciones Web de manera freelance. Durante su trabajo en la bolsa de comercio conoció al economista Rogelio Pontón, con quien comenzó a participar en política en Recrear, el espacio de López Murphy que luego se fusionó en el Frente Compromiso para el Cambio y que llevó a Mauricio Macri como candidato a jefe de Gobierno de la Ciudad Autónoma de Buenos Aires.
Cuando Mauricio Macri ganó la jefatura de gobierno de la Ciudad de Buenos Aires, Federico fue convocado para administrar la Unidad de Gestión e Intervención Social de la ciudad. Angelini se mantuvo en el cargo hasta 2011 año en el que volvió a su provincia natal.
En 2011 fue candidato a diputado provincial y resultó electo. En 2015 reeligió en su cargo, teniendo mandato hasta 2019.
En el año 2019, siendo presidente del PRO santafesino, encabezó la lista de diputados nacionales de la provincia. En las elecciones generales, Angelini fue el gran ganador al obtener 912 407 votos y logrando cinco de las diez bancas para el frente. Juró como diputado nacional el 10 de diciembre de 2019 e integró las comisiones de Prevención de Adicciones y Control del Narcotráfico (Vocal), Presupuesto y Hacienda (Vocal), Obras Públicas (Vocal), Asuntos Cooperativos, Mutuales y Organizaciones No Gubernamentales (Vocal) y por último la de Seguridad Interior (Secretario).
Con la renovación de autoridades del PRO a nivel nacional, Federico Angelini fue elegido como vicepresidente primero del partido, secundando a Patricia Bullrich que resultó electa presidente. Laura Rodríguez Machado vicepresidente primera saliente fue escogida como vicepresidente segunda y Eduardo Macchiavelli a su vez fue elegido secretario general en representación del larretismo.
En 2021 compitió en la interna del frente Juntos por el Cambio siendo secundado por Amalia Granata, la exmediática y diputada provincial provida. Angelini logró 163 680 votos pero no fueron suficientes para vencer en la interna, siendo superados por la lista de Carolina Losada y la de Maximiliano Pullaro.
Anunció su precandidatura a la vicegobernación de Santa Fe, acompañado por Carolina Losada como compañera de fórmula. Finalmente, salieron segundos obteniendo un total del 34.20% de los votos, quedando abajo de Maximiliano Pullaro con el 51.63% de los votos y arriba de Mónica Fein con 14.18% de los votos.